# Baigneur s'apprêtant à plonger
Baigneur s'apprêtant à plonger (Bader, klaar om te duiken), ook wel Baigneurs (Baders) getiteld, is een schilderij van de Franse impressionistische kunstschilder Gustave Caillebotte, geschilderd in 1878, olieverf op doek, 157 x 117 centimeter groot. Het toont een scène met jongemannen die zich vermaken in het water. Oorspronkelijk maakte het deel uit van een triptiek met twee andere rivierscènes. Het werk bevindt zich thans in een particuliere collectie te Frankrijk.

## Context
Caillebotte raakte in de jaren 1870 betrokken bij de impressionistenbeweging en exposeerde in 1875 voor het eerst enkele werken (waaronder Les raboteurs de parquet) tijdens de tweede grote impressionistententoonstelling. Tussen 1874 en 1886 werden door de impressionistische kunstenaars, die maar spaarzaam werden toegelaten tot de Parijse salon, acht van dergelijke tentoonstellingen georganiseerd, voornamelijk om een expositiemogelijkheid te creëren voor hun eigen werk. In 1877 en 1879 was Caillebote nauw betrokken bij de organisatie van de derde en vierde tentoonstelling, waarbij hij als vermogend man ook financieel ondersteuning bood. Daarnaast exposeerde hij er ook eigen werken: zes in 1877, waaronder Rue de Paris, temps de pluie, en vier in 1879, waaronder Baigneur s'apprêtant à plonger. Het schilderij maakte deel uit van een triptiek met twee andere scènes bij het riviertje de Yerres, in het gelijknamige plaatsje nabij Parijs: Les Périssoires en été en Pêcheur au bord de l'Yerres. In 2011 werden de drie werken voor het eerst sinds de impressionistententoonstelling van 1879 weer samen tentoongesteld in het Musée des Beaux-Arts de Rennes.

## Afbeelding
Baigneur s'apprêtant à plonger is een van de diverse rivierscènes die Caillebotte rond 1878 schilderde nabij Yerres en het gelijknamige riviertje. Drie jongemannen duiken, zwemmen en klimmen weer uit het water. Wie de mannen zijn is nooit vastgesteld, hoewel van Caillebotte bekend is dat hij voor dit soort taferelen doorgaans vrienden en bekenden als model koos. Op de achtergrond is een kanoër te zien. Het afbeelden van badende mannen was overigens zeer ongebruikelijk in die tijd, ook onder de impressionisten. Tussen Frédéric Bazille's felgekleurde Scène d'été uit 1869 en Georges Seurats Baders bij Asnières uit 1883 is er geen enkel ander impressionistisch werk met baders te noemen waarop geen vrouwen zijn te zien. Alleen Caillebotte zelf maakte in 1877 nog een ander werk met een vergelijkbaar thema, Baigneurs, bord de l'Yerres, hoewel daar nog net zichtbaar een vrouwelijke figuur toekijkt.
Net als voor Caillebottes andere 'rivierschilderijen' geldt voor Baigneur s'apprêtant à plonger dat het minder traditioneel is dan zijn eerdere werken. Hij gebruikte steeds meer het impressionistische coloriet en zocht daarbij, onder meer door te schilderen en plein air, voortdurend naar een natuurlijke lichtinval. Zijn palet is lichter en zijn penseelwerk zachter. De beelddiepte is geringer omdat de doeken worden afgesloten door het groen van het gebladerte. Hij maakt zichtbaar gebruik van de fotografische techniek van afsnijding. Toch wordt de driedimensionale illusie van het werk niet echt verstoord, mede ook omdat hij afziet van het fragmentarische en schetsmatige gebruik van verf, zoals dat onder de meeste impressionisten toentertijd gemeengoed was.

## Waardering
Caillebotte werd als kunstschilder altijd goed gewaardeerd en op zijn waarde geschat door zijn impressionistische collega-schilders. De kritiek bleef hem echter altijd een beetje zien als een dilettant, die in het circuit terecht was gekomen vanwege zijn vermogen en zijn rol als mecenas. Dat beeld werd na zijn dood lange tijd in stand gehouden, omdat vrijwel zijn gehele oeuvre tot de jaren zestig van de twintigste eeuw in familiebezit bleef, nadat het na zijn dood in 1894 werd geweigerd door de staat. Aan het einde van de twintigste eeuw vond een herwaardering van zijn werk plaats. Tegenwoordig worden veel van zijn schilderijen gerekend tot het beste van wat het impressionisme heeft voortgebracht.

## Triptiek, 1878

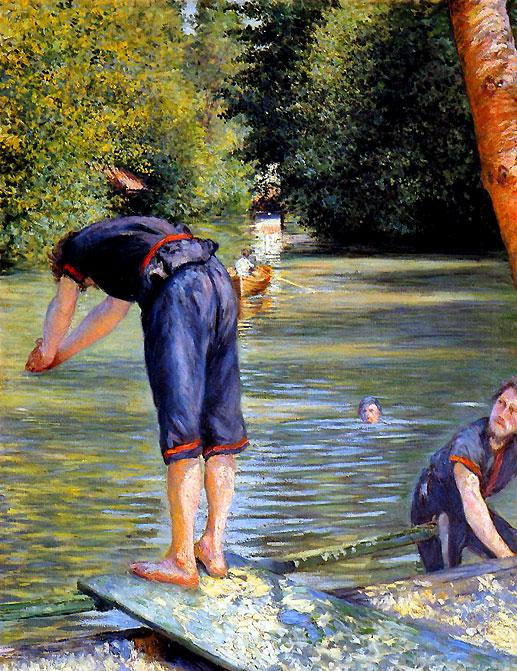
Baigneur s'apprêtant à plonger
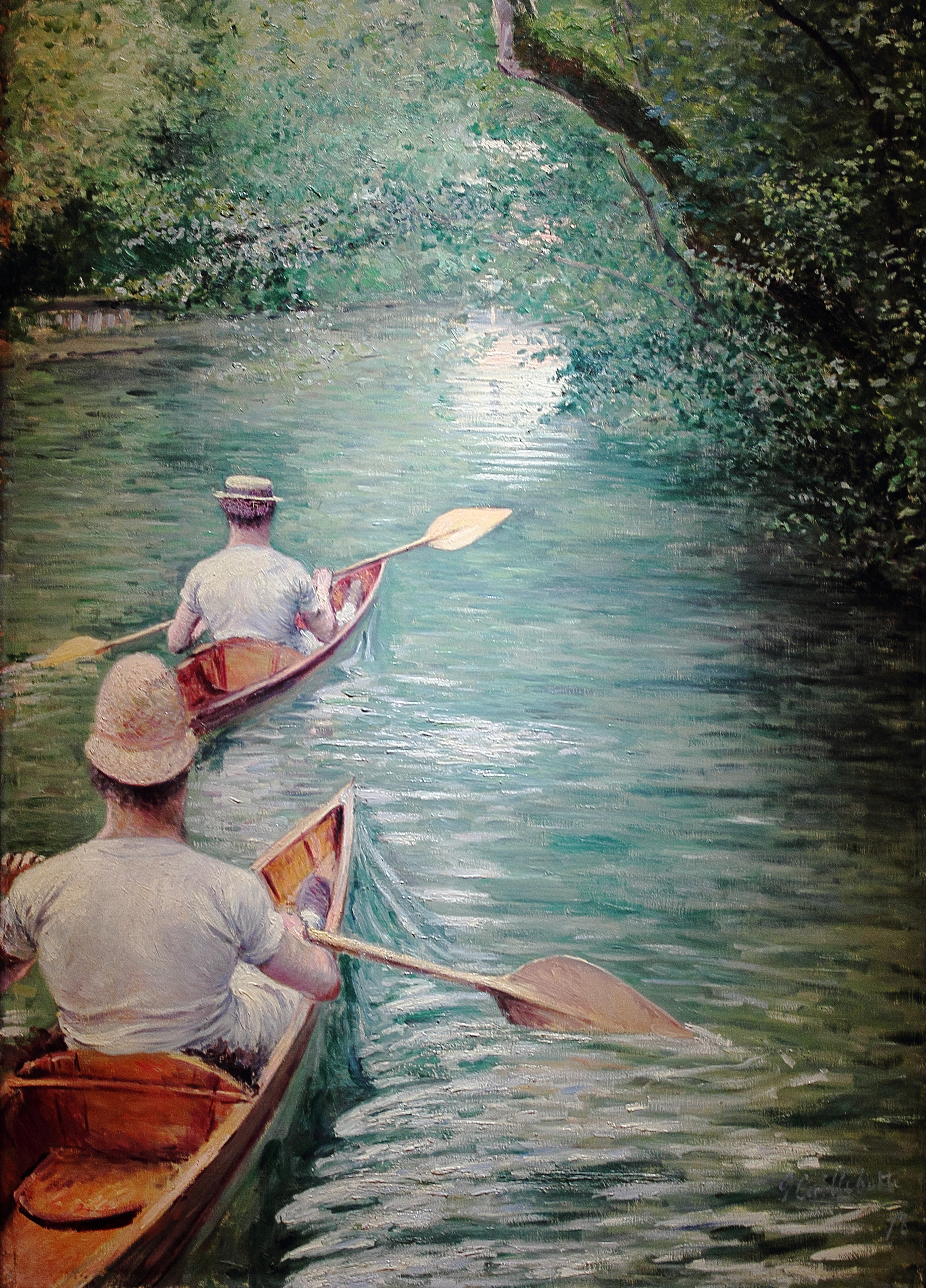
Les Périssoires en été
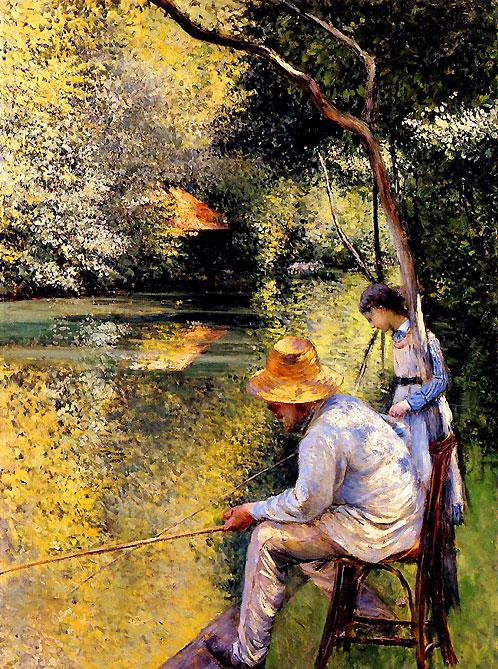
Pêcheur au bord de l'Yerres